# 1105 (عدد)
ألف ومئة وخمسة 1105 هو عدد صحيح، يلي العدد 1104 ويسبق العدد 1106.

## في الرياضيات

### خصائص
- عدد طبيعي.[3]
- عدد فردي.[4][5]
- عدد موجب،[6] السالب منه هو - 1105.[7]

## في التاريخ
- 1105 هـ هي سنة في التقويم الهجري.
- هي سنة  1105 م في التقويم الميلادي.

## وصلات خارجية
الأعداد الصاتمة، ديوان اللغة العربية.